# Aneta
Aneta, Anetta – forma pochodna imienia Anna, powstała jako przeniesienie francuskiego zdrobnienia tego imienia, Anette, do języka polskiego. Pochodzi z języka hebrajskiego. Imię dotarło do Polski w XIX w., wcześniej używano tylko imienia Anna.
Aneta imieniny obchodzi: 13 czerwca, 16 czerwca, 17 lipca i 26 lipca.

## Imię Aneta w innych językach[1]
- angielski – Annette, Annetta
- czeski – Aneta
- francuski – Annette
- niemieckl – Annette
- słowacki – Aneta.

## Kobiety o imieniu Aneta
- Annet Artani – grecka piosenkarka
- Aneta Bełka – polska wioślarka i trenerka wioślarstwa
- Annette Bening – aktorka amerykańska
- Annett Böhm (ur. 1980) – niemiecka judoczka
- Annette von Droste-Hülshoff – niemiecka pisarka
- Annette Dytrt – niemiecka (wcześniej, czeska) łyżwiarka figurowa
- Aneta Florczyk – polska strongwoman i działaczka samorządowa
- Aneta Germanowa – bułgarska siatkarka grająca na pozycji przyjmującej
- Aneta Górnicka-Boratyńska – polska pisarka, dziennikarka, polonistka, krytyczka literacka i feministka
- Aneta Grzeszykowska – polska artystka multimedialna
- Aneta Kocmanová Havlíčková – czeska siatkarka, gra na pozycji atakującej
- Aneta Heliniak – polska lekkoatletka, która specjalizowała się w skoku o tyczce
- Aneta Hladíková – czeska kolarka BMX
- Aneta Jadowska – doktor nauk humanistycznych w zakresie literaturoznawstwa,znana polska pisarka fantasy
- Aneta Jakóbczak – polska lekkoatletka biegach na 400 metrów oraz 400 metrów przez płotki
- Aneta Kamińska – polska poetka oraz tłumaczka nowej literatury ukraińskiej
- Aneta Konieczna – polska kajakarka
- Anett Kontaveit – estońska tenisistka
- Aneta Kowalska – polska łyżwiarka figurowa
- Aneta Krawczyk – polska polityk, radna wojewódzka
- Aneta Kręglicka – modelka, fotomodelka, bizneswoman. Miss Polonia i Miss World
- Aneta Langerová – piosenkarka czeska
- Aneta Lemiesz – polska lekkoatletka, specjalizująca się w biegach na 400 i 800 metrów
- Anett Mészáros – węgierska judoczka
- Aneta Michalak-Białkowska – polska kajakarka, olimpijka z Sydney 2000 i Aten 2004
- Aneta Nogaj – polska motorowodniaczka
- Anette Norberg – szwedzka curlerka
- Anette Olzon – szwedzka wokalistka fińskiego zespołu Nightwish
- Aneta Pechancová – czeska pływaczka
- Aneta Piotrowska – polska tancerka
- Anett Pötzsch – niemiecka łyżwiarka figurowa
- Aneta Rydz – polska lekkoatletka, skoczkini wzwyż
- Aneta Sablik – polska piosenkarka
- Aneta Sadach – polska lekkoatletka, trójskoczkini
- Anett Schuck – niemiecka kajakarka
- Aneta Sosnowska – polska lekkoatletka, płotkarka
- Aneta Stawiszyńska – doktor nauk humanistycznych w zakresie historii, regionalistka
- Aneta Szczepańska – polska judoczka
- Aneta Szyłak – polska kuratorka i krytyczka sztuki
- Aneta Todorczuk – polska aktorka filmowa i teatralno-musicalowa oraz wokalistka
- Aneta Zając – polska aktorka
- Marie-Anett Mey – francuska piosenkarka.